# Ван Цзюнь
Ван Цзюнь (кит. трад. 王濬, 206—286), почетное имя Шичжи (士治) — военачальник империи Цзинь. Он был назначен Имперским Защитником провинции И и генералом Скачущего Дракона. Ван Цзюнь предоставил докладную императору У-ди, в которой советовал напасть на Восточное У вместе с Ду Юем и Ян Ху.
В 280 году многие генералы, включая Ду Юя, Сыма Чжоу и Ван Жуна, выступили в поход, собираясь напасть на несколько стратегических мест одновременно. Ван Цзюнь руководил морскими силами, поддерживая сухопутные атаки на столицу Восточного У Цзянье. С помощью Чжан Сяна, он сам атаковал Цзянье, вынудив сдаться последнего императора Восточного У Сунь Хао. После этого Ван Цзюнь был повышен до Командующего Генерала, Направляющего Царство.